# Séquia de Benàger i Faitanar
La Séquia de Benàger i Faitanar és una de les vuit séquies de l'Horta de València (País Valencià) que estan sota la jurisdicció del Tribunal de les Aigües de València. El seu origen està en el partidor existent a l'ermita de Sant Onofre de Quart de Poblet. Rega les hortes i camps del marge dret del riu Túria dominats per esta séquia, continuació de la Séquia de Quart, fins a la zona dominada per la Séquia de Mislata i la Séquia de Favara, en els termes de Xirivella, Aldaia, Alaquàs, Picanya i Paiporta. En el seu tram inicial discorre per la riba dreta de la llera del Túria i a l'altura de Quart es produeix la seva derivació principal, en les Llengües de Sant Onofre, la qual cosa dona origen al braç de la séquia de Faitanar.

## Dades
L'origen de la séquia de Quart, Benàger i Faitanar està en l'Assut de Quart. El seu traçat continua pel carrer de l'Ermita, creua l'A-3 i segueix pel camí d'Aldaia i el camí de Sant Onofre. Pràcticament aquest tram està cobert per evitar accidents. Continua subterrani creuant el nucli urbà d'Aldaia pel carrer Coladors i Teodor Llorente, creua la línia ferroviària de rodalies C-3, creua el nucli urbà d'Alaquàs i surt de nou pel camí del Dijous, on recupera el seu traçat obert entre camps d'horta. Gira cap a l'est en les proximitats de Torrent i discorre pel nord de Picanya, per girar cap al sud al polígon Alqueria de Moret, discorrent pel carrer Séquia de Favara. Continua el seu traçat paral·lel al marge esquerre del Barranc del Poio, creuant el nucli urbà de Paiporta i segueix al costat del barranc fins a acabar el seu recorregut després de creuar la CV-400, desaiguant els seus sobrants sobre la Séquia de Favara al costat del nucli urbà de Benetússer, al carrer Séquia de Favara.